# Römische und romanische Denkmäler von Arles
Unter der Bezeichnung „Römische und romanische Denkmäler von Arles“ fasst die UNESCO sieben Denkmäler in der südfranzösischen Gemeinde Arles im Département Bouches-du-Rhône zusammen.

## Einschreibung
Die Einschreibung in die Liste des UNESCO-Welterbes erfolgte während der 5. Sitzung des Welterbekomitees vom 26. bis 30. Oktober 1981 in der australischen Metropole Sydney.
Folgende Kriterien wurden zum Zeitpunkt der Einschreibung in die Liste des Welterbes erfüllt:
- ii: Die Güter zeigen, für einen Zeitraum oder in einem Kulturgebiet der Erde, einen bedeutenden Schnittpunkt menschlicher Werte in Bezug auf die Entwicklung von Architektur oder Technologie, der Großplastik, des Städtebaus oder der Landschaftsgestaltung auf.
- vi: Die Güter sind in unmittelbarer oder erkennbarer Weise mit Ereignissen oder überlieferten Lebensformen, mit Ideen oder Glaubensbekenntnissen oder mit künstlerischen oder literarischen Werken von außergewöhnlicher universeller Bedeutung verknüpft.

## Beschreibung
Arles ist ein gutes Beispiel für die Verbindung einer antiken Stadt mit der mittelalterlichen europäischen Zivilisation. Hier stehen beeindruckende römische Denkmäler, von denen die frühesten – das Amphitheater (), das Theater () und das Forum mit einem Kryptoportikus () – aus dem 1. Jahrhundert v. Chr. stammen. Während des 4. Jahrhunderts erlebte Arles ein zweites goldenes Zeitalter, wie die Konstantinsthermen () und die Nekropole von Alyscamps () bezeugen. Im 11. und 12. Jahrhundert wurde Arles erneut zu einer der attraktivsten Städte im Mittelmeerraum. Innerhalb der Stadtmauer () ist Saint-Trophime mit seinem Kreuzgang () aus dieser Zeit eines der wichtigsten romanischen Denkmäler der Provence.

### Amphitheater (Arena)
Aufgrund von archäologischen Forschungen kann die Entstehungszeit des Amphitheaters auf die Jahre 90 bis 100 eingeschränkt werden. Dazu wurde ein Teil der ursprünglichen, südlichen Stadtbefestigung aus der augusteischen Zeit kurz nach der Stadtgründung im Jahr 46 abgerissen. Der Bau wurde im Norden des antiken Arles auf dem Nordhang des Hügels Colline de la Hauture errichtet. Das Amphitheater steht auf einer Grundfläche von 1,15 Hektar (136 m × 107 m). Die Fassade von 21 Meter Höhe in zwei Etagen mit je 60 Rundbogen-Arkaden aufgeteilt. Im Gegensatz zu heute, der Haupteingang liegt auf der Nordseite, war dieser zu römischer Zeit im Westen; daran erinnern noch Treppenreste. Die ansteigenden Ränge des Theaters (maenianum) aus 34 Stufen waren für die unterschiedlichen Gesellschaftsschichten in vier Ränge unterteilt. Durch eine Sitzbreite von 40 Zentimeter ergab sich eine Kapazität von 21.000 Zuschauern.
Heute dient das Gebäude unter anderem als Ort des nur in Südfrankreich zugelassenen Stierkampfs, der unblutigen Stierspiele (Courses Camarguaises), aber auch von Theater- und musikalischen Aufführungen.

### Antikes Theater

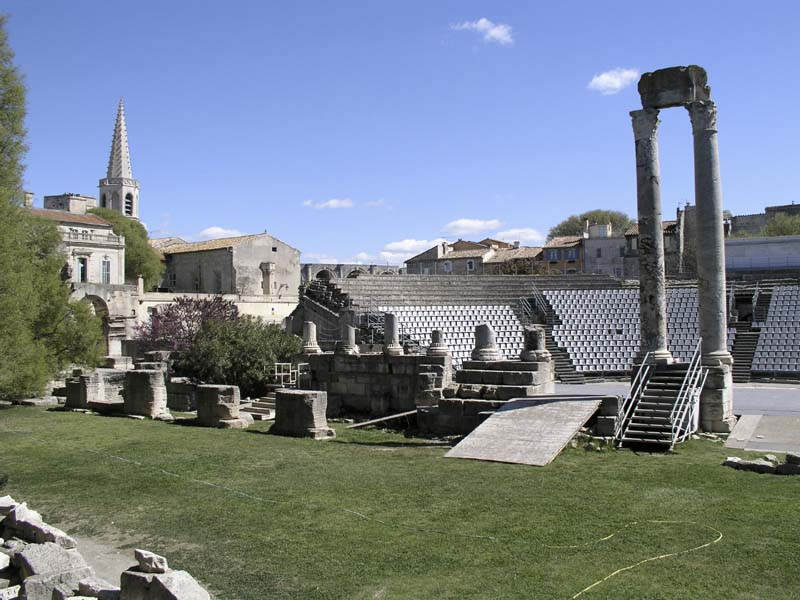
Theater

Von dem unter Kaiser Augustus um 25 v. Chr. errichteten Theater sich noch zwei korinthische Säulen, die Orchestra und vom Zuschauerhalbrund die untersten der 33 Sitzreihen mit 12.000 Sitzplätzen sowie ein Turm, der noch die ursprüngliche Höhe von drei Arkaden bewahrt, erhalten. Hier wurde 1651 die berühmte Venus von Arles aufgefunden, die jetzt im Louvre in Paris und als Kopie im Treppenhaus des Hôtels de Ville am Place de la République steht.

### Forum
Das römische Forum mit einem Kryptoportikus (unterirdischer Bogengang, um 40 v. Chr.) befand sich an der Schnittstelle der beiden ehemaligen Hauptwege der Stadt Cardo (Nord-Süd) und Decumanus (Ost-West). Es bestand aus einem gepflasterten Platz mit einer Fläche von rund 3000 Quadratmetern. Das Forum war ursprünglich von vier monumentalen Portiken eingerahmt, zu denen ebenso viele Arkadengalerien gehören. Von alten Autoren wie Sidonius Apollinaris (431/2–479) wurde das Forum „überfüllt mit Säulen und Statuen“ beschrieben.

### Konstantinthermen

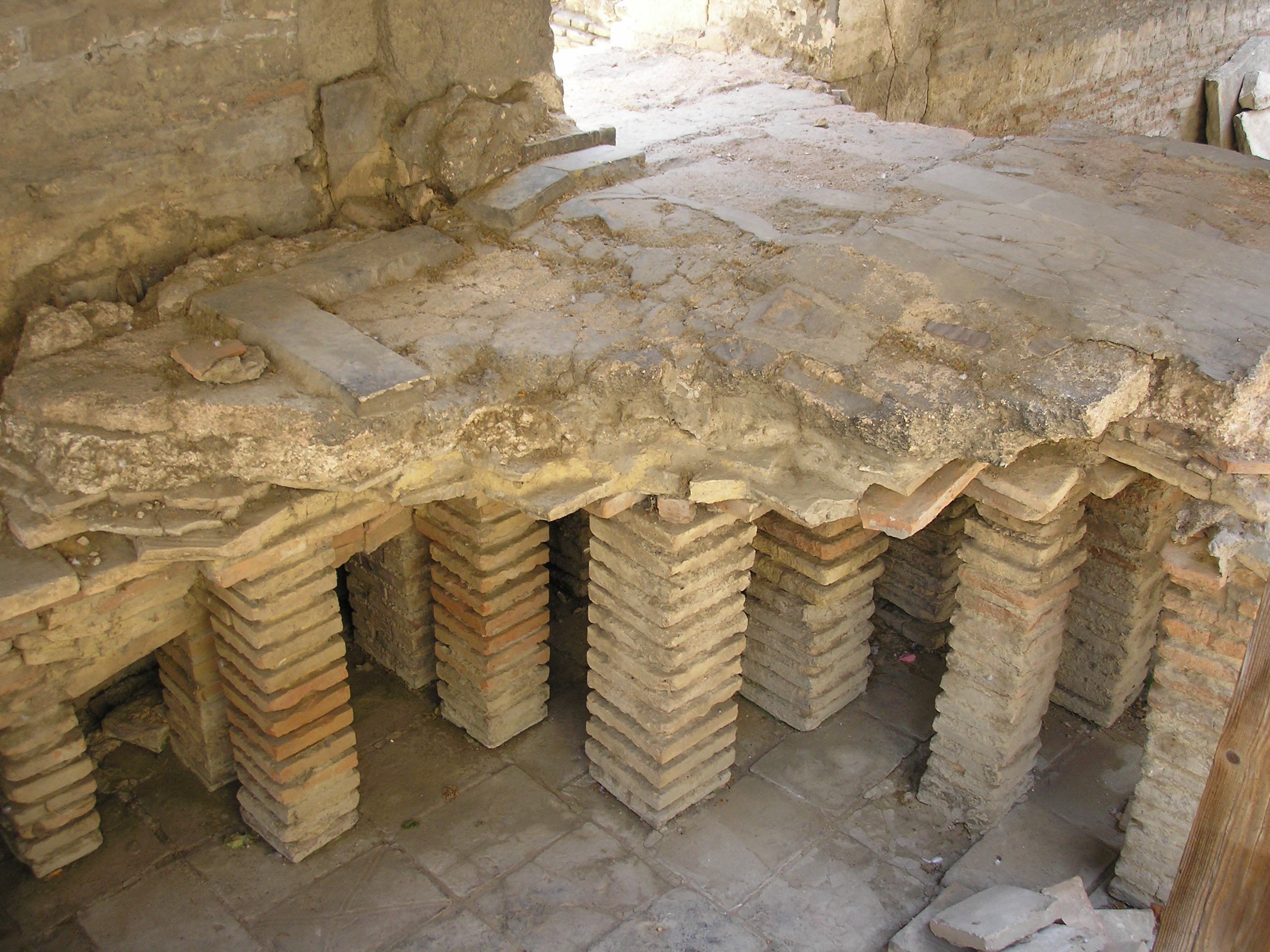
Hypokaustum in den Bädern des Konstantin

Die Thermen wurden zu Beginn des 4. Jahrhunderts gebaut, als Kaiser Konstantin in Arelate residierte. Im Mittelalter als „Palast der Unruhigen“ bekannt, wurden sie fälschlicherweise als die Ruinen eines Palastes angesehen, den Kaiser Konstantin errichtet hätte.
Die derzeit sichtbaren Überreste entsprechen dem Caldarium mit abgehängten Heizböden (Hypokaustum) und drei Schwimmbädern (Solia), zwei davon rechteckig, das dritte in einer halbkreisförmigen Apsis und mit drei Fenstern.

### Nekropole von Alyscamps

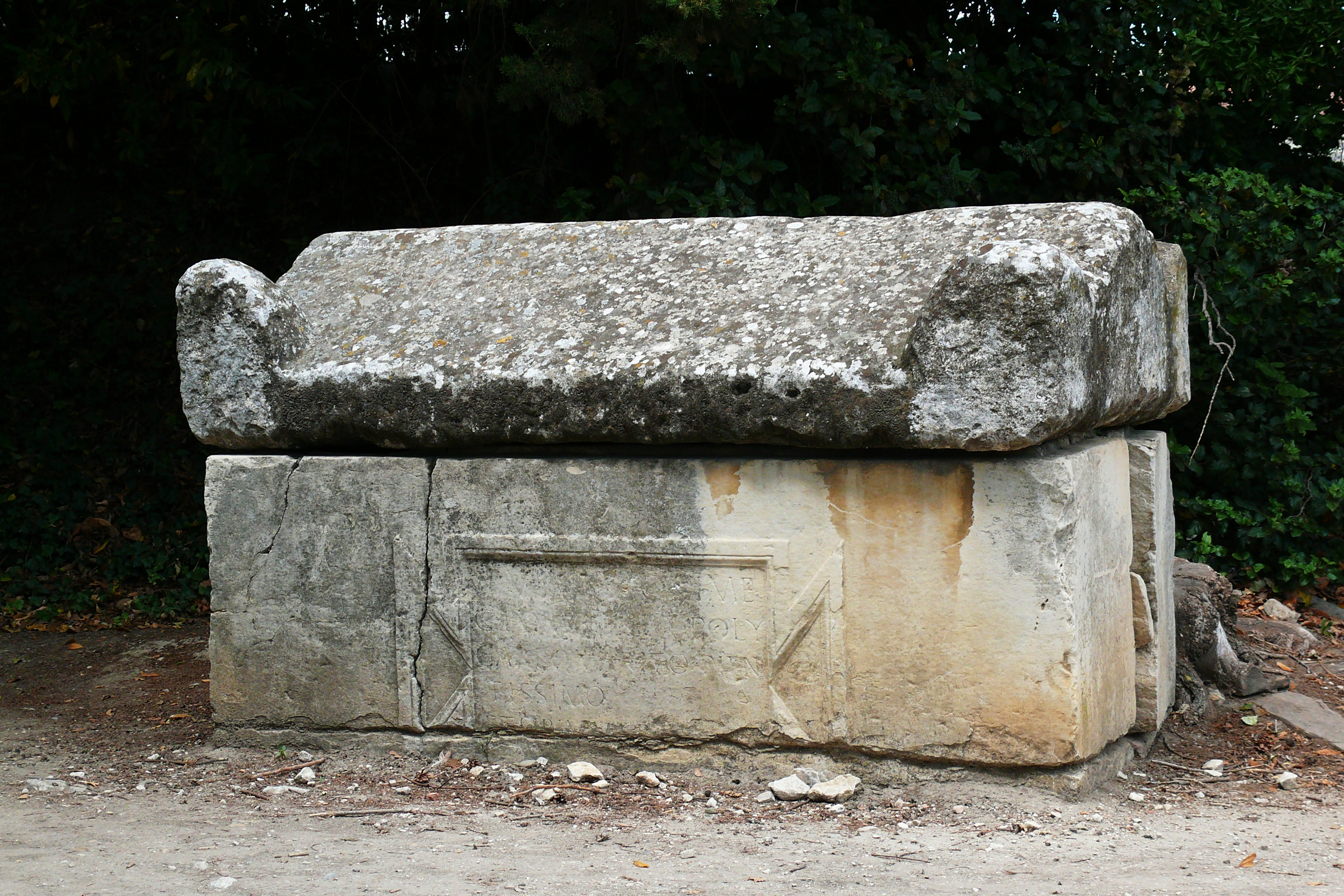
Steinsarkophag aus der Nekropole

Die Alyscamps ist eine erst heidnische, dann christliche Nekropole am südöstlichen Rand der Altstadt von Arles. Das bereits in der Antike angelegte Gräberfeld an der Via Aurelia gewann ab dem 5. Jahrhundert, als sich die Verehrung des heiligen Genesius verbreitete, an Bedeutung. Genesius (St. Genès) war Kanzleischreiber in Arles, der, weil er sich geweigert hatte, Todesurteile gegen Christen zu bestätigen, unter dem römischen Kaiser Maximian um das Jahr 303 n. Chr. enthauptet wurde. Genesius wurde wie in der Folgezeit auch die Bischöfe von Arles auf dem Gräberfeld bestattet. Mit dem Einsetzen der Pilgerströme nach Santiago de Compostela nahm die Bedeutung der Alyscamps im 12. Jahrhundert weiter zu. Hier auf der Alyscamps beginnt die Via Tolosana, die südlichste der vier französischen Hauptrouten des Jakobswegs. Hier sammelten sich die Pilger für ihren Weg nach Santiago de Compostela.

### Saint-Trophime mit Kreuzgang
Die ehemalige Kathedrale Saint-Trophime ist eine römisch-katholische Kirche. Sie war zunächst Abteikirche des Benediktinerordens, später dann Bischofskirche von Arles. Sie stellt heute das bedeutendste Gebäude der Stadt Arles und ein bedeutendes Beispiel romanischer Architektur dar. Der romanische Teil der Kirche wurde zwischen 1100 und 1150 erbaut. Zwischen 1454 und 1464 wurde dann der gotische Chor angebaut.

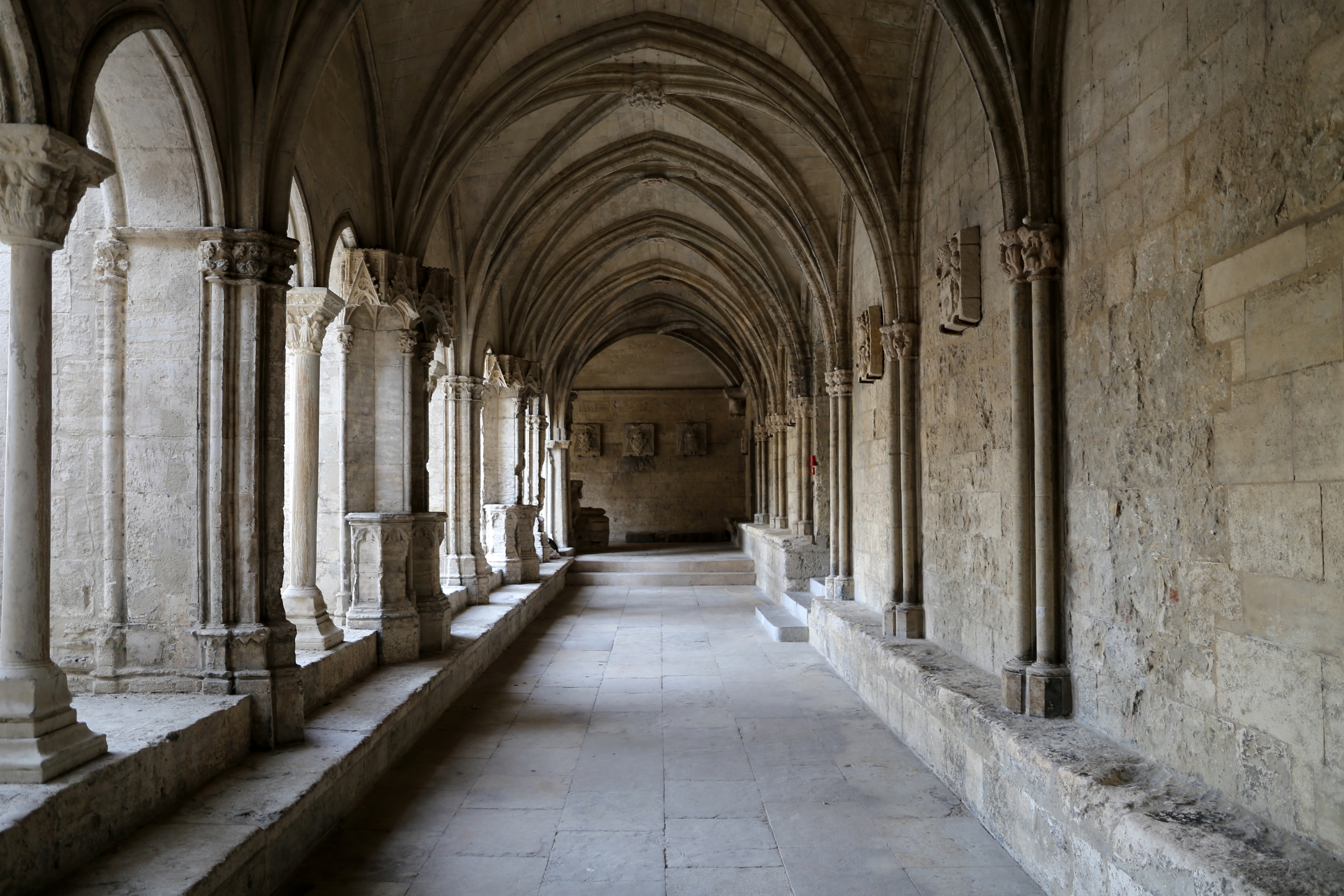
Gotischer Flügel des Kreuzgangs

Auf der Südseite befand sich bis 1792 das Kloster Saint-Trophime mit dem in zwei Etappen erbauten und heute noch bestehenden Kreuzgang. Während der nördliche und der östliche Gang zwischen 1160 und 1180 im romanischen Stil entstanden, wurden der westliche und der südliche Teil erst im 14. und 15. Jahrhundert im gotischen Stil erbaut.

Die Kapitelle des Nordflügels zieren Skulpturen zum österlichen Mysterium und zur Verherrlichung von Heiligen aus Arles (zum Beispiel der Heilige Trophimus zwischen Petrus und Johannes). Die Kapitelle des Ostflügels stellen Stationen im Leben (unter anderem die Passion) Christi dar. Die Kapitelle des Südflügels erzählen das Leben des Heiligen Trophimus. Die Kapitelle des Westflügels haben verschiedene Motive.